# Seznam měst na Palau
Toto je seznam měst na Palau.
Zdaleka největší aglomerací na Palau je Koror, kde 1. ledna 2005 žilo 14 048 obyvatel, což představuje asi dvě třetiny obyvatelstva celé země. Hlavní město Melekeok má 217 obyvatel.
V následující tabulce jsou uvedena největší sídla, výsledky sčítání obyvatelstva z 1. ledna 2005 a státy, do nichž jednotlivá sídla náleží. Počet obyvatel se vztahuje na vlastní sídlo bez předměstí. Sídla jsou seřazena podle velikosti.
| Sídla na Palau |             |                |              |
| Pořadí         | Sídlo       | Počet obyvatel | Stát         |
| 1.             | Koror       | 11 346         | Koror        |
| 2.             | Meyungs     | 1 275          | Koror        |
| 3.             | Airai       | 960            | Airai        |
| 4.             | Kloulklubed | 531            | Peleliu      |
| 5.             | Ngermechau  | 286            | Ngaraard     |
| 6.             | Chol        | 223            | Ngardmau     |
| 7.             | Melekeok    | 217            | Melekeok     |
| 8.             | Ngaramash   | 135            | Angaur       |
| 9.             | Imeong      | 132            | Ngerchelong  |
| 10.            | Ulimang     | 130            | Aimeliik     |
| 11.            | Kayangel    | 126            | Kayangel     |
| 12.            | Ngerkeai    | 113            | Ngchesar     |
| 13.            | Ollei       | 109            | Ngaremlengui |
| 14.            | Oikul       | 102            | Ngatpang     |
| 15.            | Ngetkip     | 62             | Ngiwal       |
| 16.            | Dongosaru   | 24             | Sonsorol     |
| 17.            | Hatohobei   | 20             | Hatohobei    |